# Faramea exemplaris
Espèce
Synonymes
- Faramea harmsiana Standl.[1]

Statut de conservation UICN

 VU D2 : Vulnérable
Faramea exemplaris est une espèce de plantes de la famille des Rubiaceae.

## Publication originale
- Publications of the Field Museum of Natural History, Botanical Series 11(5): 205–206. 1936.